# Huthirebellernas attacker mot kommersiella fartyg i Röda havet
Under kriget mellan Hamas och Israel genomförde de jemenitiska Huthirebellerna flera attacker mot kommersiella fartyg för att visa sitt stöd för Hamas. Efter att i en månad ha skickat flera missiler mot Israel genomförde man den 19 november 2023 sitt första angrepp mot ett kommersiellt fartyg då man kapade det Bahamas-flaggade fraktskeppet Galaxy leader. Sedan dess har ett tiotal fartyg skadats, varav ett har sänkts. Enligt Huthierna är det Israel-kopplade skepp man angriper, vilket i de flesta fall inte har varit sant. 
De upprepade attackerna fick flera stora rederier att leda om sina rutter från Suezkanalen, där cirka 12 % av världshandeln passerar, vilket riskerade att leda till påverkan på den globala ekonomin till följd av ökade transportpriser. För att skydda varutransporterna inledde USA Operation Prosperity Guardian, en USA-ledd koalition där ett tiotal länder deltar. Utöver detta har bland annat EU, Indien, och Kina inlett sina egna insatser i området.

## Bakgrund
Huthiernas väg till makten i Nordjemen
Huthirebellerna är en Iran-stödd shiamuslimsk organisation verksam i norra Jemen. Efter Jemens enande 1990 hade de goda relationer med den sittande presidenten Ali Abdullah Saleh, men i takt med att rörelsens popularitet ökade växte även motsättningarna med den sittande regeringen. När Saleh sedan stöttade USA:s invasion av Irak, som många jemeniter motsatte sig, organiserade rörelsens ledare Hussein al-Houthi stora demonstrationer runt om i landet vilket ledde till flera månader av oroligheter, vilket slutade med att jeminitiska armén dödade al-Houthi.
Rörelsen levde dock vidare och växte till sig rejält. I samband med arabiska våren 2011 tog man kontrollen över den nordliga provinsen Saada och krävde Salehs avgång. Han lämnade över makten till Abd-Rabbu Mansour Hadi, som dock inte var mycket mer populär än sin företrädare. 2014 tog man kontrollen över delar av huvudstaden Saana, och inbördeskriget var i full rullning, och året därpå stormade man presidentpalatset.
Huthierna idag
Organisationen kallar sig själv för Ansar Allah (أنصار الله Anṣār Allāh, "Anhängare av Gud") och förespråkar en radikal tolkning av Shia-islam. Dess motto är "Gud är störst, död åt USA, död åt Israel, förbannelse över judarna och seger till islam". Den anses beväpnas av Iran, och ingår i landets "axel av motstånd" tillsammans med bland annat Hamas och Hizbollah.
Huthierna under kriget mellan Hamas och Israel
Huthirebellerna har vid upprepade tillfällen hyllat Hamas och fördömt Israel under kriget. Amerikanska stridsfartyg, som skickats till området för att förhindra en eskalering, sköt den 19 oktober ned fyra kryssningsmissiler och 15 drönare på väg från Jemen mot Israel. En missil ska ha skjutits ned av Saudiarabien. Efter flera raket- och drönarattacker mot Israel fick man hela världens ögon på sig när man kapade det Bahamasflaggade fartyget Galaxy Leader, som ägs av ett bolag som kontrolleras av en israelisk affärsman. Man fortsatte sedan med flera missilangrepp mot flera fartyg, vilket gjorde att flera stora rederier ledde om sin trafik från Suezkanalen, något som riskerade att leda till längre och dyrare transportkostnader. Situationen kallades för "en ny Suezkris" av The Economist, och angreppen på kommersiell sjöfart fick omvärlden att reagera, och USA att lansera en internationell koalition mot huthirebellerna.

## Deltagande länder och styrkeförhållanden
Huthistyrkor
Huthirebellerna, som beväpnas av Iran, har tillgång till flera avancerade Iran-tillverkade vapen. Dessa innefattar kryssningsroboten Quds och den ballistiska missilen Qadr som har en räckvidd på 1 400 respektive 1 900 km. De innehar även drönarna Shahed-136 och Samad-3. De uppskattas ha mellan 100 000-200 000 krigare.
Anti-Huthistyrkor
I den USA-ledda Operation Prosperity Guardian har sex länder bekräftat att de skickar fartyg till Röda havet. USA skickar bland annat hangarfartyget USS Dwight D. Eisenhower, eskorterat av flera jagare av Arleigh Burke-klass. Man har även flera drönare till sitt förfogande, däribland MQ-9 Reaper. Storbritannien har skickat fregatterna HMS Diamond och HMS Lancaster samt jagaren HMS Richmond. Danmark och Grekland har bidragit med varsin fregatt. Kanada deltar med ett ospecificerat antal stridsfartyg och flygplan. Sri Lanka har skickat ett stridsfartyg till området. Bland de länder som deltar i insatsen med personal men inte med fartyg, återfinns bland annat Norge, Nederländerna, Singapore, Nya Zeeland, Bahrain, och Seychellerna.
I den EU-ledda insatsen Aspides har bland annat Frankrike, Italien, Tyskland, och Belgien aviserat att de tänker skicka fartyg till området. Svenska försvarsmakten kommer att bidra med fyra stabsofficerare, varav en kommer att vara stationerad på ledningsfartyget ute till havs.
Andra länder med militär närvaro i området men som inte ingår i någon internationell insats är bland annat Israel, Egypten, Indien, Kina och Saudiarabien.

## Reaktioner
När koalitionen lanserades sade huthirebellerna att de har "kapaciteten att sänka era skepp, era ubåtar och era stridsfartyg" och att Röda havet skulle bli koalitionens "kyrkogård". Såväl Frankrike som Italien, som båda har krigsfartyg i området och som båda uppgavs ingå i operationen, sade att deras fartyg skulle förbli under deras ledning.
Efter att operationen påbörjats annonserade rederiet Maersk den 24 december att de skulle återuppta sina transporter genom Röda havet, men meddelade den 2 januari att de återigen undviker rutten tills vidare.

## Lista över attacker mot kommersiella fartyg i Röda havet
| Fartyg            | Flagg         | Datum               | Attacktyp                            | Detaljer | Ref                             |
| ----------------- | ------------- | ------------------- | ------------------------------------ | --- | ------------------------------- |
| Galaxy Leader     | Bahamas       | 19 november 2023    | Sjöröveri                            | Kapat: Bordat, kapat och fört till al-Hudayda | [ 37 ] [ 38 ]                   |
| CMA CGM Symi      | Malta         | 24 november 2023    | Drönarattack                         | Mindre materiella skador | [ 39 ]                          |
| Unity Explorer    | Bahamas       | 3 december 2023     | Sjömålsrobot                         | Mindre materiella skador | [ 40 ] [ 41 ] [ 42 ] [ 43 ]     |
| Number 9          | Panama        | 3 december 2023     | Sjömålsrobot                         | Mindre materiella skador | [ 40 ] [ 44 ]                   |
| Sophie II         | Panama        | 3 december 2023     | Sjömålsrobot                         | Liten till ingen skada | [ 40 ] [ 45 ]                   |
| Strinda           | Norge         | 12 december 2023    | Sjömålsrobot, drönarattack           | Brand ombord och andra skador | [ 46 ] [ 47 ]                   |
| Ardmore Encounter | Marshallöarna | 13 december 2023    | Sjöröveri sjömålsrobot, drönarattack | Kapningsförsök avvärjt, 2 eller 3 missade robotar samt en nedskjuten drönare | [ 48 ] [ 49 ] [ 50 ]            |
| Maersk Gibraltar  | Hong Kong     | 14 december 2023    | Sjömålsrobot                         | Missil missade | [ 51 ] [ 52 ]                   |
| Al Jasrah         | Liberia       | 15 december 2023    | Drönarattack                         | Brand | [ 53 ] [ 54 ] [ 55 ] [ 56 ]     |
| MSC Palatium III  | Liberia       | 15 december 2023    | Ballistisk missil                    | Brand och andra skador. Vände om. | [ 53 ] [ 57 ]                   |
| Swan Atlantic     | Caymanöarna   | 18 december 2023    | Ballistisk missil, drönarattack      | Brand | [ 9 ] [ 58 ]                    |
| MSC Clara         | Panama        | 18 december 2023    | Drönarattack                         | Missil missade. | [ 59 ] [ 60 ] [ 9 ]             |
| Blaamanen         | Norge         | 23 december 2023    | Drönarattack                         | Ingen skada | [ 61 ] [ 62 ]                   |
| Saibaba           | Gabon         | 23 december 2023    | Drönarattack                         | Lätta materiella skador | [ 61 ] [ 63 ]                   |
| MSC United VIII   | Liberia       | 26 december 2023    | Missil                               | Ingen skada | [ 64 ] [ 65 ]                   |
| Maersk Hangzhou   | Singapore     | 30-31 december 2023 | Sjömålsrobot, försök till sjöröveri  | Misslyckat bordningsförsök, lätta materiella skador | [ 66 ]                          |
| St Nikolas        | Marshallöarna | 11 januari 2024     | Sjöröveri                            | Kapat: Bordat och kapat 50 kilometer utanför Oman. Fört mot Iran. | [ 67 ] [ 68 ]                   |
| Khalissa          | Panama        | 11 january 2024     | Sjömålsrobot                         | Robot missade. | [ 69 ] [ 70 ] [ 71 ] [ 72 ]     |
| Gibraltar Eagle   | Marshallöarna | 15 januari 2024     | Anti-ship cruise missile             | Materiella skador, leddes om. | [ 73 ] [ 74 ] [ 75 ]            |
| Zografia          | Malta         | 16 January          | Ballistisk robot                     | Materiella skador, leddes om. | [ 76 ] [ 77 ] [ 78 ] [ 79 ]     |
| Genco Picardi     | Marshallöarna | 17 januari 2024     | Drönarattack                         | Mindre materiella skador. | [ 80 ] [ 81 ] [ 82 ] [ 83 ]     |
| Chem Ranger       | Marshallöarna | 18 januari 2024     | Eventuell sjömålsrobot               | Oklar attack- och skadebild | [ 84 ]                          |
| Maersk Detroit    | USA           | 24 januar 2024      | Tre missiler                         | Konvoj vänder, Maersk avbryter sina leveranser genom Röda havet tills vidare.                                                                                                   | [ 85 ] [ 86 ]                   |
| Marlin Luanda     | Marshallöarna | 26 januari 2024     | Ballistisk missil                    | Brand. | [ 87 ] [ 88 ] [ 89 ]            |
| Star Nasia        | Marshallöarna | 6 februari 2024     | Ballistisk missil                    | Lätta materiella skador | [ 90 ] [ 91 ] [ 92 ] [ 93 ]     |
| Morning Tide      | Barbados      | 6 februari 2024     | Ballistisk missil                    | Inga skador. | [ 90 ] [ 91 ] [ 92 ] [ 93 ]     |
| Star Iris         | Marshallöarna | 12 februari 2024    | Missil                               | Mindre materiella skador | [ 94 ] [ 95 ]                   |
| Pollux            | Panama        | 16 February 2024    | Missil                               | Mindre materiella skador. | [ 96 ] [ 97 ] [ 98 ]            |
| Rubymar           | Belize        | 18 februari 2024    | Missil                               | Övergivet och sedan sänkt 2 mars. Inga personskador, personal evakuerad till Djibouti. Fartyget orsakar en större oljeläcka vilket resulterar i en miljökatastrof i Röda havet. | [ 99 ] [ 100 ] [ 101 ]          |
| Sea Champion      | Grekland      | 19 februari 2024    | Ballistisk missil                    | Lätta materiella skador | [ 102 ] [ 103 ] [ 104 ] [ 105 ] |
| Navis Fortuna     | Marshallöarna | 19 februari 2024    | Drönarattack                         | Mindre materiella skador | [ 106 ] [ 107 ] [ 108 ] [ 109 ] |
| MSC Silver II     | Liberia       | 20 february 2024    | Missil                               | Inga skador. | [ 110 ] [ 111 ] [ 112 ]         |
| Islander          | Palau         | 22 februari 2024    | Ballistisk missil                    | Brand och mindre materiella skador. | [ 113 ] [ 114 ] [ 115 ] [ 116 ] |
| Torm Thor         | USA           | 24 februari 2024    | Ballistisk missil                    | Missil missade. | [ 117 ] [ 118 ] [ 119 ] [ 120 ] |
| ?                 | Marshallöarna | 27 februari 2024    | Raket                                | Raket missade. | [ 121 ] [ 122 ]                 |
| MSC Sky II        | Liberia       | 4 mars 2024         | Sjömålsrobot                         | Brand ombord, mindre materiella skador | [ 123 ] [ 124 ] [ 125 ]         |
| True Confidence   | Barbados      | 6 mars 2024         | Sjömålsrobot                         | Övergiven, bärgad; tre sjömän dödade, fyra skadade | [ 126 ]                         |
| Propel Fortune    | Singapore     | 8 mars 2024         | Sjömålsrobot                         | Robot missade. | [ 127 ] [ 128 ] [ 129 ]         |
| Pinocchio         | Liberia       | 11 mars 2024        | Sjömålsrobot                         | Robot missade. | [ 130 ] [ 131 ]                 |